# 东井集镇
东井集镇，是中华人民共和国河北省张家口阳原县下辖的一个乡镇级行政单位。东井集镇原属山西省阳高县，1949年4月改属察哈尔省阳原县。

## 行政区划
东井集镇下辖以下地区：
东井集村、林家庄村、和尧庄村、漫流堡村、赵家窑村、候家窑村、上大柳树村、北良村、东大柳树村、西大柳树村、南梁村、东堰头村、西堰头村、施家会村、庄洼村、小石庄村、大石庄村、东福地村、西福地村、二分滩村、康石庄村、嘴儿图村、西坦坡村、王汉庄村、咸水皂村和拣花堡村。